# Funariaceae
Funariaceae é uma família de musgos pertencente à ordem Funariales  que inclui cerca de 303 espécies, das quais cerca de 200 espécies pertencem ao género Funaria e outras 80 estão classificadas como pertencendo ao género Physcomitrium.

## Descrição
O género Goniomitrium foi recentemente movido da família Pottiaceae para a família Funariaceae.